# Jeremias Rudolph Lichtenstaedt

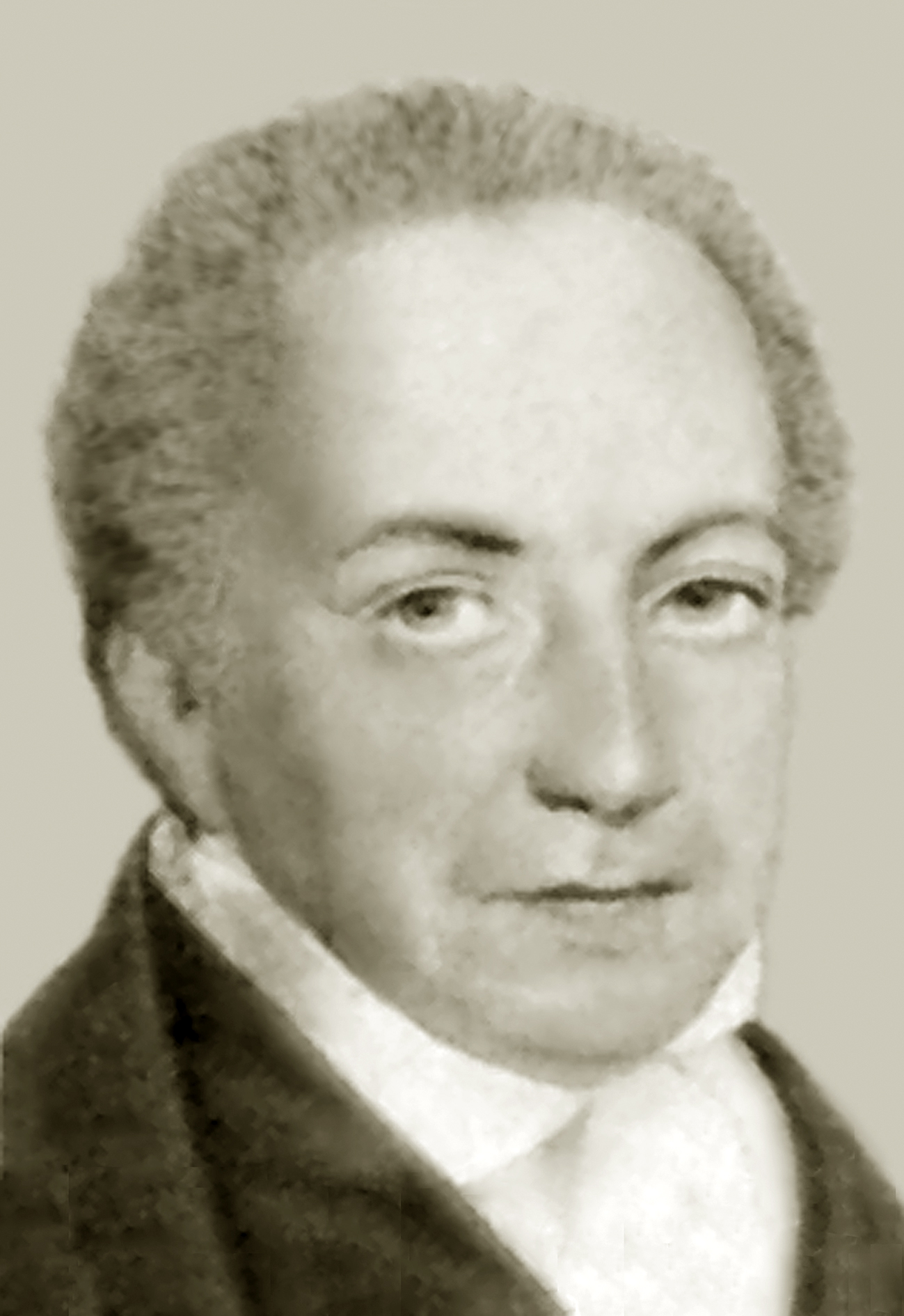
Jeremias Rudolph Lichtenstaedt

Jeremias Rudolph Lichtenstaedt (* auch Lichtenstädt, 26. Mai 1792 in Groß-Glogau; † 4. Dezember 1849 in Breslau) war ein deutscher Mediziner, der an der Königlichen Universität zu Breslau und als praktischer Arzt in Sankt Petersburg wirkte.

## Leben
Jeremias Rudolph Lichtenstaedt studierte an der Universität zu Berlin Medizin und wurde 1815 mit seiner Dissertation De studiorum humaniorum cum medicina nexu in Berlin promoviert. Im Jahr 1819 habilitierte er sich mit seiner Habilitationsschrift Nonnulla de medicaminum abusu an der Königlichen Universität zu Breslau und wirkte danach zunächst als Privatdozent und ab 1823 als e.o. Professor an der Universität und der chirurgischen Lehrkanzel. Im Jahr 1830 ließ er sich als praktischer  Arzt in Sankt Petersburg nieder.
Jeremias Rudolph Lichtenstaedt wurde am 28. November 1821 unter der Präsidentschaft von Christian Gottfried Daniel Nees von Esenbeck mit dem akademischen Beinamen Maxwell unter der Matrikel-Nr. 1223 als Mitglied in die Kaiserliche Leopoldino-Carolinische Akademie der Naturforscher aufgenommen und wurde am 18. Dezember 1835 (nach Julianischem Kalender) korrespondierendes Mitglied der Russischen Akademie der Wissenschaften in Sankt Petersburg.
Im Jahr 1834 erhielt er von der Akademie der Wissenschaften in Sankt Petersburg die Demidow'sche goldene Medaille.
Seine 1837 veröffentlichte Preisschrift Ueber die Ursachen der grossen Sterblichkeit der Kinder des ersten Lebensjahres und über die diesem Uebel entgegenzustellenden Maassregeln wurde von der  Kaiserlichen Freien Ökonomischen Gesellschaft zu Sankt Petersburg mit dem ersten Preis ausgezeichnet.

## Schriften
- De studiorum humaniorum cum medicina nexu. Dissertatio Inauguralis Medica, Hirschfeld, Berolinum 1815 (Digitalisat)
- Untersuchungen über den thierischen Magnetismus. St. Petersburg, 1816 (Digitalisat)
- Nonnulla de medicaminum abusu. Habilitationsschrift vom 13. Oktober 1819, Vratislaviae 1819
- Platon's Lehren auf dem Gebiete der Naturforschung und der Heilkunde. Nach den Quellen bearbeitet. Hartmann, Leipzig, 1826 (Digitalisat)
- Die asiatische Cholera in Russland in den Jahren 1829 und 1830. Nach russischen amtlichen Quellen bearbeitet. 2. unveränderte Auflage, In der Haude und Spenerschen Buchhandlung, Berlin 1831 (Digitalisat)
- Die asiatische Cholera in Russland in den Jahren 1830 und 1831. Nach russischen Aktenstücken und Berichten. Erste Lieferung, In der Haude und Spenerschen Buchhandlung, Berlin 1831 (Digitalisat)
- Die asiatische Cholera in Russland in den Jahren 1830 und 1831. Nach russischen Aktenstücken und Berichten. Zweite Lieferung, In der Haude und Spenerschen Buchhandlung, Berlin 1831 (Digitalisat)
- Ueber die Ursachen der grossen Sterblichkeit der Kinder des ersten Lebensjahres und über die diesem Uebel entgegenzustellenden Maassregeln. Eggers & Pelz, St. Petersburg 1837 (Digitalisat)